# Robert Challe

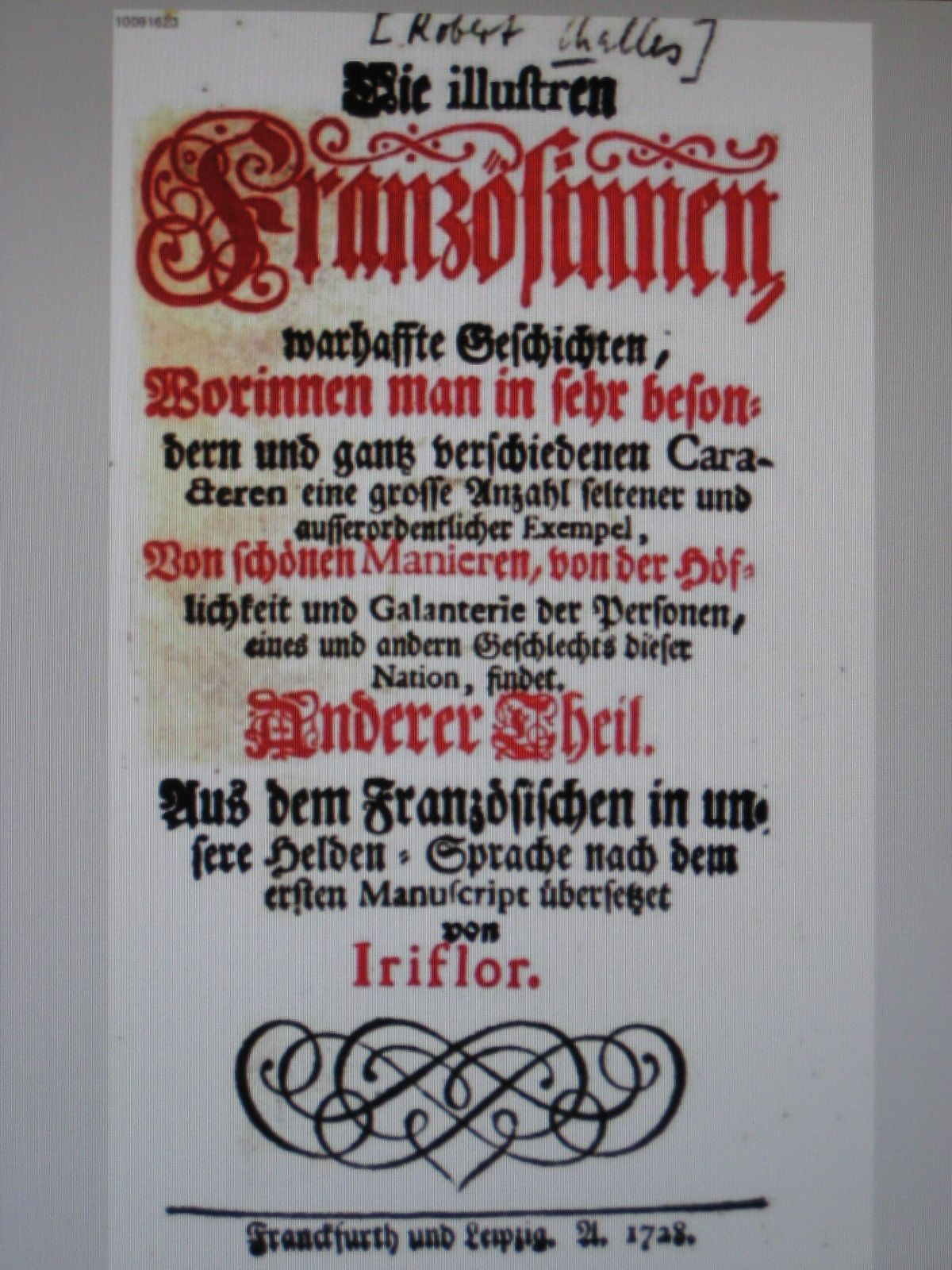
Robert Challe, Die illustren Französinnen 1728

Robert Challe, auch Challes, (* 17. August 1659 in Paris; † 25. Januar 1721 in Chartres) war ein französischer Reisender und Schriftsteller.

## Leben
Robert Challe stammte aus gutbürgerlichen Verhältnissen. Der Vater, Jean Charles, war Kaufmann, die Mutter Simone, geb. Raymond, entstammte ähnlichen Verhältnissen.
Der junge Robert besuchte die höhere Schule (Collège de la Marche) der Universität von Paris und wurde in klassischem Humanismus und Naturwissenschaften unterrichtet. Ein Studium der Rhetorik, Philosophie und Rechtswissenschaften schlossen sich an. Dort traf er Jean-Baptiste Colbert de Seignelay, mit dem ihn eine lebenslange Freundschaft verband. Jean-Baptiste war der älteste Sohn von Jean-Baptiste Colbert (1619–1683), Marineminister unter Ludwig XIV. Er folgte seinem Vater im Amt nach.
Nach einer kurzen Zeit als Rechtsanwalt ging er Ende 1681 nach Kanada, als Geschäftspartner seiner beiden Onkel in einer Fischereigesellschaft. In seiner Zeit in Kanada (1682–1688) unternahm er mehrere Reisen. Er war tätig als Händler, Inspektor und Kolonialist (Ansiedlung französischer Auswanderer). Reisen führten ihn nach Holland und Skandinavien, nach Lissabon, Rom, Konstantinopel und Jerusalem. 1688 fiel er englischen Freibeutern in die Hände und wurde nach Boston verschleppt. Nach einer Lösegeldzahlung gelangte er über Lissabon zurück nach Paris. Finanziell war er ruiniert.
Von 1688 bis 1694 fand er dank Seignelay eine neue Beschäftigung als königlicher Schreiber (Écricain de Roi) bei der französischen Ostindischen Kompanie (Compagnie des Indes Orientales), einer halb staatlichen, halb privaten Kapitalgesellschaft. Er fuhr auf der Écueil, in der Tätigkeit eines Schiffsverwalters und Notars.
1690 nahm er an einer Reise nach Ostindien teil, in einer Flotte von sechs Schiffen: dem Flaggschiff Gaillard, der Florissant, der Oiseau, der Dragon, der Lion, sowie seinem Schiff, der Écueil. Das Geschwader hatte den Auftrag, Waren einzukaufen, eine Gesandtschaft von Mandarinen nach Siam zurückzubringen und nach Möglichkeit englische und holländische Schiffe zu kapern. Von dieser Reise stammt das südostasiatische Tagebuch, das nach seinem Tode unter dem Titel „Journal d’un Voyage fait aux Indes Orientales 1690-1691“ veröffentlicht wurde.
1692 nahm er an der Seeschlacht von Barfleur gegen die Briten und Holländer teil.
1694 wurde er aus dem Dienst entlassen. Danach war er als Schriftsteller tätig.
Seine freigeistige Haltung und die Pamphlete über die Unfehlbarkeit des Papstes brachten ihm schließlich die Verbannung aus Paris nach Chartres ein. Dort starb er 1721 in Armut.

## Werk
Challe war Verfasser „galanter Literatur“ wie auch philosophischer Essays über religiöse Themen. Sein Essay Difficultés sur la religion proposées au Père Malebranche (1768) hatte Einfluss auf den Deismus und die Natürliche Religion („religion naturelle“) des 18. Jahrhunderts. Er wird deshalb zu den französischen Frühaufklärern gezählt.
Vieles schrieb er unter einem Pseudonym, so auch das erfolgreiche Werk Les Illustres Francaises, das 1713 in Den Haag erschien. Es enthält sieben amouröse Geschichten und wurde mehrfach übersetzt (dt. Die illustren Französinnen). 1716 erschien der erste Teil seiner Memoiren – weitere Teile gingen verloren.
- Journal d’un voyage fait aux Indes Orientales par une escadre de six vaisseaux commandez par M. Du Quesne, depuis le 24 février 1690, jusqu’au 20 août 1691 (3 volumes, 1721).
  - Robert Challe: Abenteuer im Auftrag des Sonnenkönigs. Hrsg. von Maria Fuhrmann-Plemp van Duiveland, Erdmann-Verlag, Tübingen 1980